# 神楽メイ
神楽 メイ（かぐら めい、1976年2月4日 - ）は、日本のAV女優。

## 経歴
- 1998年頃より「太田まり映（おおた まりえ）」の名前で“ARTA GALS”や“LUCKY LEGS”などレースクイーンとして活動。『笑っていいとも!』（フジテレビ）などにも出演した。
- 1999年4月には「小泉ナンナ（こいずみ なんな）」として『出動!ミニスカポリス』（テレビ東京）の6代目ポリスに抜擢される。
- 2002年頃にモデルを引退し､一時はジャズピアニストを目指すが断念。
- 2004年頃、モデル復帰を目指し名古屋の大手事務所に所属するが、以前からの精神疾患（拒食症、過食症、過食嘔吐、鬱病）が酷くなり断念｡
- 2006年11月に「神楽メイ」としてAVデビュー。

## 出演作品

### アダルトビデオ
撮りおろし作品
- 元6代目ミニ●カポリスがAVに出動!（2006年11月25日、マドンナ）
- 年下の義姉（2006年12月25日、マドンナ）
- 僕のおばさん（2007年1月25日、マドンナ）
- 淫刑嫁嬲り（2007年2月25日、マドンナ）共演:桜沢まひる
- 愛しのミセス女教師（2007年3月25日、マドンナ）
- 熟マゾレズビアン 元6代目ミニ○カポリス（2007年4月19日、クロス）共演:月野しずく、桜田さくら、瀬名えみり、愛音ゆう
- 真性中出し（2007年8月1日、MOODYZ）
- 真性アナルFUCK（2007年9月1日、MOODYZ）
- ぶっかけ中出しアナルFUCK!（2007年10月1日、MOODYZ）
- Wミニスカ捜査官 悶絶フィスト2穴中出しレズ輪姦 （2007年12月1日、エムズビデオグループ）共演:友田真希
- 痴女ポリス（2008年1月1日、エイチ・エス映像）
- 小便ザーメンぶっかけ飲尿イラマチオ中出しFUCK（2008年1月19日、エムズビデオグループ）
- 美熟女口内レイプ（2008年2月25日、ドリームステージ）共演:神谷ミサト
- 中出しされた継母（2008年2月27日、フラットコーポレーション）共演:ミサト
- 裏 神楽メイ マジイキ白濁愛液垂れ流ししちゃった（2008年3月12日、エイチ・エス映像）
- 本物6代目ミニ○カポリスのマンコ&アナル2穴生中出し浣腸SEX（2008年3月25日、OPERA）
- 女教師in… [脅迫スイートルーム] Teacher Mei（27）（2008年4月15日、ドリームチケット）
- 乳首の弱いカノジョと僕が、互いに乳首を責めあいました。2 撮り下ろし×10編（2008年4月15日、ワープエンタテインメント）他出演:橘れもん、高瀬七海、桜井梨花、村上里沙、小栗杏菜、ICHIKA、今野梨乃、堀口奈津美、花野真衣

総集編
- 神楽メイ 総集編 4時間（2007年6月25日、マドンナ）
- 淫乱熟女ズッポリ!挿入部総集編32人4時間（2007年7月25日、マドンナ）
- 愛しのミセス女教師総集編4時間（2007年8月25日、マドンナ）
- バックで突かれる美熟女達31人4時間（2007年9月25日）
- 犯された熟女たち 総集編4時間 3（2007年10月7日）
- マドンナ厳選美熟女31人のオナニー総集編（2007年10月25日、マドンナ）
- ペニバンFUCKレズ総集編ベスト4時間（2007年11月19日、クロス）
- ハイモザ アナルFUCK4時間（2008年1月1日、MOODYZ）